# Idiopteryx descrapentriesella
Idiopteryx descrapentriesella is een vlinder uit de familie van de Lecithoceridae. De wetenschappelijke naam van de soort is voor het eerst geldig gepubliceerd in 1954 door Viette.